# Droga krajowa 69
Die Droga krajowa 69 (kurz DK69, pol. für ,Nationalstraße 69‘ bzw. ,Landesstraße 69‘) war bis 4. August 2016 eine Landesstraße in Polen. Sie führt derzeit auf zwei Abschnitten von Bielsko-Biała bis Milówka und stellt eine wichtige Verbindungsachse im polnischen Straßenverkehr dar. Die Gesamtlänge beträgt 27,4 Kilometer. Der erste Abschnitt von Bielsko-Biała bis Żywiec ist 16,3 km und der zweite von Przybędza bis Milówka 11,1 km lang. In ihrer ursprünglichen Streckenführung als durchgehende Straße zwischen Bielsko-Biała und der polnisch-slowakischen Grenze bei Zwardoń wurde die Landesstraße inzwischen auf einigen Abschnitten durch die Schnellstraße S69 ersetzt. Nach der Fertigstellung der Schnellstraße wird sie aus dem Straßennetz verschwinden.

## Geschichte
Nach der Neuordnung des polnischen Straßennetzes im Jahr 1985 wurde dem Abschnitt des heutigen Straßenverlauf zwischen Bielsko-Biała und Żywiec die Landesstraße 94 zugeordnet. Der Abschnitt von Żywiec über Milówka bis zur Staatsgrenze bei Zwardoń wurde als Landesstraße 944 klassifiziert. Mit der Reform der Nummerierung vom 9. Mai 2001 wurden die beiden Abschnitte zur neuen Landesstraße 69 zusammengefügt. Mit der Realisierung der Schnellstraße S69 wurden die Landesstraße auf einigen Abschnitten zu Gemeindestraßen abgestuft. Dies geschah 2011 im Stadtgebiet von Bielsko-Biała, 2007 zwischen Żywiec und Przybędza, 2008 zwischen Milówka und Laliki sowie 2010 zwischen Laliki und Zwardoń. Seit dem 4. August 2016 ist die Droga krajowa 69 Teil der Droga krajowa 1.

## Wichtige Ortschaften entlang der Strecke
- Bielsko-Biała
- Wilkowice
- Łodygowice
- Żywiec
- Węgierska Górka
- Milówka